# Asnæs Boldklub
Asnæs Boldklub (forkortet, Asnæs BK, AB1910) er en dansk fodboldklub, der blev grundlagt i 1910. Klubben, der er hjemmehørende i den nordvestsjællandske by Asnæs (Odsherred Kommune), er medlem af DBU SJÆLLAND og har 150 medlemmer (pr. april 2017).
Klubbens senior mandskab afvikler deres hjemmebanekampe på Asnæs Stadion. 1.Holdet spiller i Serie 4 og Serie 5. I 2023 har ungdommen vokset sig større, så der nu er ca. 100 ungdomsspillere.

## Klubbens historie
I 1980'erne etablerede klubben et overbygningssamarbejde på seniorplan med Fårevejle Boldklub under navnet Dragsholm Boldklub. Klubbens individuelle ungdomshold forblev intakte i de respektive klubber. I 2003 afbrød klubberne imidlertid samarbejdet og gik tilbage til hver sin klub.
Christian Poulsen spillede i sin ungdom i klubben og blev klubbens første landsholdsspiller. I Christian Poulsens første år som professionel fodboldspiller fik klubben kompensation for at have uddannet ham og fik derigennem sikret en god økonomi i klubben. En anden af klubbens tidligere spillere, Steen Lindberg, har spillet i både Kjøbenhavns Boldklub og Lyngby Boldklub.
Klubben kunne i 2010 fejre sit 100-års-jubilæum. 
Efter at have gennemgået en revolutionering af spillertruppen fra perioden 2009-2012, består seniorafdelingen i dag primært af tidligere ungdomsspillere i Asnæs Boldklub.  
I efteråret 2012 påbegyndte Asnæs Boldklub anlæg af en kunstgræsbane, som nu pryder Asnæs Stadion ved siden af den normale opvisningsbane. Kunstgræsbanen er primært finansieret gennem klubbens egenkapital.

## Ekstern kilde/henvisning
- Asnæs Boldklubs officielle hjemmeside
- http://www.sbu.dbu.dk/sr/position.aspx?poolid=58001 (Webside+ikke+længere+tilgængelig)